# Planeta opic
Planeta opic (anglicky Planet of the Apes) je americká vědeckofantastická mediální franšíza filmů, televizních seriálů, komiksů a dalších produktů, pojednávající o světě lidí a inteligentních opic. Série započala roku 1963 románem Planeta opic francouzského spisovatele Pierra Boulla. V roce 1968 měla premiéru jeho filmová adaptace Planeta opic, která byla přijata pozitivně kritiky a stala se také komerčním hitem. Mezi lety 1970 a 1973 vznikly celkem čtyři sequely: Do nitra Planety opic, Útěk z Planety opic, Dobytí Planety opic a Bitva o Planetu opic. Nezískaly sice již tak příznivé ohlasy odborníků jako první film, byly však komerčně úspěšné. Původní filmovou sérii produkoval Arthur P. Jacobs pod svojí společností APJAC Productions a jejím distributorem bylo studio 20th Century Fox. Po Jacobsově smrti roku 1973 Fox převzal plnou kontrolu nad franšízou. V té době vznikly také dva televizní seriály.
Po delší přestávce přišel do kin roku 2001 filmový remake Planeta opic. V roce 2011 zahájil film Zrození Planety opic novou, rebootovanou filmovou sérii. Ta se roku 2014 dočkala druhého filmu Úsvit planety opic a v roce 2017 dalšího pokračování s názvem Válka o planetu opic. Všechny filmy franšízy utržily dohromady přes 2 miliardy dolarů, přičemž jejich celkový rozpočet činil necelých 570 milionů dolarů.
Planeta opic si získala pozornost mezi kritiky a obecenstvem zejména svým přístupem k řešení rasových otázek. Objevila se v ní však i témata práv zvířat a studené války. Série ovlivnila jak filmový svět a umění, tak i populární kulturu a politický diskurz.

## RománPlaneta opic(1963)

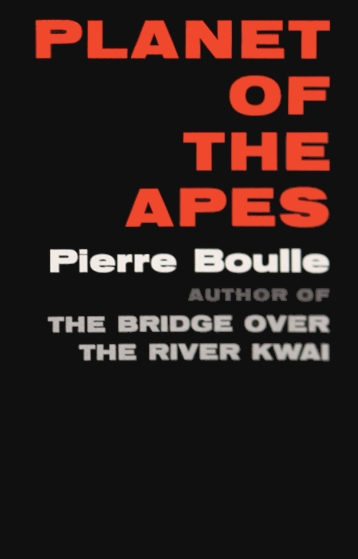
První americké vydání románu Planeta opic

V roce 1963 vyšel vědeckofantastický román Planeta opic (francouzsky La Planète des singes) od francouzského spisovatele Pierra Boulla. Napsal jej šest měsíců poté, co ho „téměř lidské projevy“ goril v zoo inspirovaly k úvahám o vztahu člověka a opice. Dílo bylo silně ovlivněno romány z 18. a 19. století o fantastických dobrodružných výpravách, především Guliverovými cestami. Jedná se o jednu z několika Boullových prací, ve které pomocí prvků sci-fi ukazuje nedostatky lidské povahy a přílišné spoléhání na technologie. Autor sám však žánr sci-fi odmítl a spíše preferoval označení „sociální fantasy“.
Román sleduje formou satiry příběh francouzského žurnalisty Ulyxe Méroua, který se účastní cesty ke vzdálené planetě. Na této planetě se však nacházejí primitivní lidé, kteří jsou loveni a zotročováni společenstvím opic. Opice se dělí na tři základní kasty: gorily, které představují policii a armádu, vědecky zaměřené šimpanze, a orangutany, kteří jsou politiky. Mérou zjistí, že dříve vládli planetě lidé, ale jejich pocit nedotknutelnosti dovolil přičinlivějším opicím je svrhnout. Poselstvím románu je, že lidská inteligence není pevně daná a mohla by degenerovat. Boulle považoval román za jedno ze svých menších děl, próza však získala značnou popularitu.
Do angličtiny jej roku 1963 přeložil Xan Fielding. Ve Spojených státech amerických byl román vydán pod názvem Planet of the Apes a ve Spojeném království Monkey Planet.

## Původní filmová série
Boullův literární agent Allain Bernheim představil román svého svěřence americkému filmovému producentovi Arthuru P. Jacobsovi, který přijel do Paříže kvůli nemovitostem pro svou novou firmu APJAC Productions. V té době Jacobs mluvil s několika literárními agenty a hledal náměty na nové filmy. Říkal jim, že „by rád našel něco, co je podobné King Kongovi.“ Bernheim původně pověděl Jacobsovi o románu Françoise Saganové, který však producent odmítl. Bernheim si vzpomněl na dřívější Jacobsovu poznámku o King Kongovi a zmínil román La Planète des singes, i když vůbec neočekával, že by o něj Jacobs měl zájem. Předložený příběh však Jacobse zaujal a okamžitě k němu koupil filmová práva.

### Planeta opic(1968)

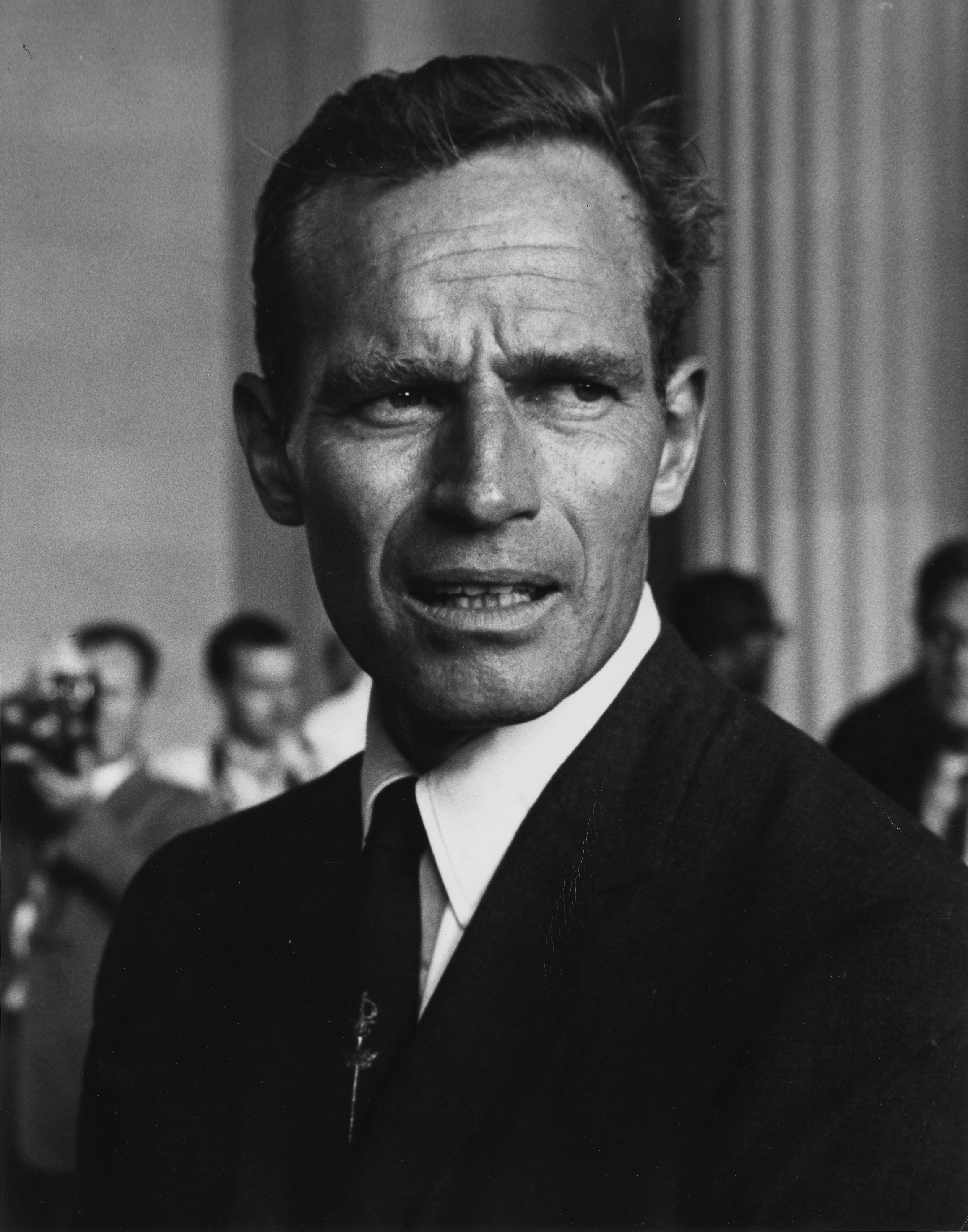
Charlton Heston, hvězda Planety opic

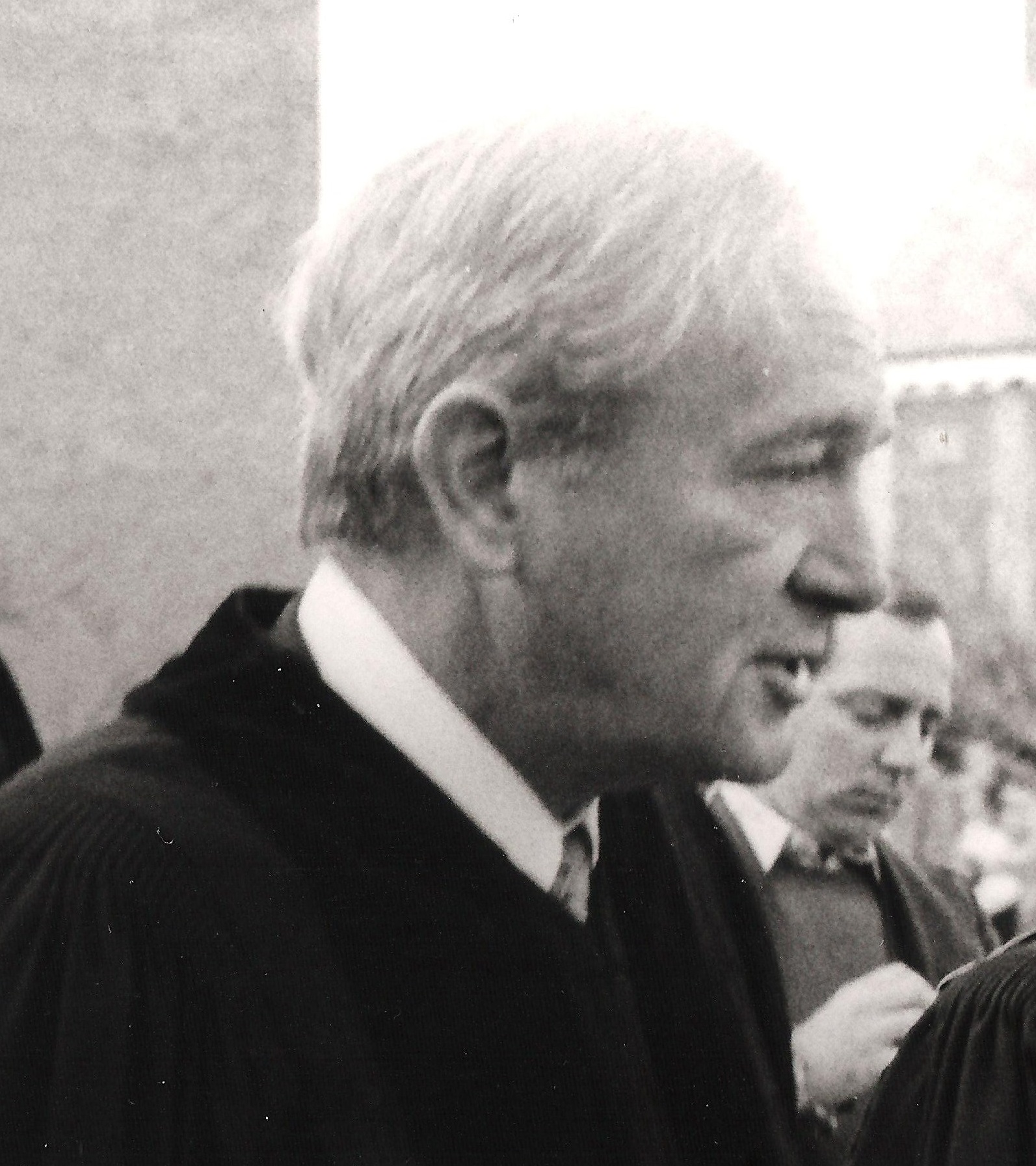
Franklin J. Schaffner, režisér Planety opic

Po koupi filmových práv strávil Arthur P. Jacobs tři roky přesvědčováním filmařů, aby se zapojili do projektu. Najal řadu umělců, již měli za úkol vytvořit zkušební náčrtky, a na post scenáristy přivedl autora seriálu The Twilight Zone Roda Serlinga. Ten upravil původní příběh a představil několik nových témat, včetně studené války. Přepsal také konec, který odhalí, že se jedná o planetu Zemi ve vzdálené budoucnosti, již lidé zničili jadernou válkou. Kvůli vysokým nákladům, které byly odhadovány na 10 milionů dolarů, nechtělo film produkovat žádné evropské ani hollywoodské studio. Jacobs a přidružený producent Mort Abrahams nakonec přesvědčili herce Charltona Hestona, aby ztvárnil jednu z hlavních postav. Heston jim na oplátku doporučil režiséra Franklina J. Schaffnera. Spolu natočili kamerovou zkoušku, která přesvědčila studio 20th Century Fox, aby do filmu vložilo značné finanční prostředky.
Studio 20th Century Fox však trvalo na snížení rozpočtu na 5,8 milionu dolarů. Producenti následně najali druhého scenáristu Michaela Wilsona, jednoho z autorů filmu Most přes řeku Kwai, jenž byl natočen podle stejnojmenné předlohy od Pierra Boulla, aby Serlingův scénář přepsal. Kvůli finančním úsporám na vizuálních efektech byly opice dle Wilsona primitivnější než v románu. Nový scénář obsahoval jinou zápletku a dialogy, ale zachoval téma studené války a Serlingův konec. Masky vytvořil John Chambers.
Charlton Heston ztvárnil amerického astronauta George Taylora pocházejícího z 20. století. Ten cestuje na podivnou planetu, na které primitivním lidem vládnou opice. Kim Hunterová a Roddy McDowall ztvárnili šimpanze Ziru a Corneliuse, Linda Harrisonová pak Taylorovu lásku, lidskou dívku Novu. Maurice Evans se představil v roli „zloducha“ doktora Zaia, orangutana-vědce. Závěrečná scéna, ve které Taylor objeví ruiny sochy Svobody a uvědomí si, že se celou dobu nacházel na Zemi, se stala jednou z nejikoničtějších filmových scén 60. let 20. století. Film byl do kin uveden 8. února 1968 a zlomil tehdejší rekordy v tržbách. Stal se jedním z deseti nejvýdělečnějších filmů Severní Ameriky roku 1968. Vydělal přibližně 22 milionů dolarů, téměř čtyřnásobek svého rozpočtu, a i kritiky byl přijat pozitivně. John Chambers obdržel čestnou cenu Akademie za masky. Jednalo se o vůbec prvního Oscara, kterého získal maskér. Na cenu Akademie byli také nominováni další dva členové filmového štábu, za hudbu Jerry Goldsmith a za kostýmy Morton Haack. Studio Fox kontaktovalo Jacobse a Abrahamse kvůli vytvoření sequelu, ačkoli producenti s natočením dalších pokračování původně nepočítali.

### Do nitra Planety opic(1970)
Plánování pokračování s názvem Beneath the Planet of the Apes začalo dva měsíce po premiéře původního filmu. Jacobs a Abrahams zvažovali několik návrhů od Roda Serlinga a Pierra Boulla, nakonec je však odmítli. Na podzim roku 1968 najali producenti scenáristu Paula Dehna, který napsal scénáře pro další dva filmy. Herec Charlton Heston neměl o sequely zájem, souhlasil však, že by se objevil v několika scénách, pokud by jeho postava byla zabita a jeho honorář darován charitě. V jedné z mnoha verzí scénáře přidal Dehn nového protagonistu, astronauta Brenta. Na místě režiséra nahradil Franklina J. Shaffnera Ted Post, který byl producenty najat 8. ledna 1969. Shaffner byl totiž v danou dobu již vytížený, neboť pracoval na filmu Generál Patton. Z plánovaných 5,5 milionu dolarů snížilo studio rozpočet snímku na 3,4 milionu.
Příběh pojednává o astronautu Brentovi (ztvárnil jej James Franciscuss), který se vydává do budoucnosti, aby našel Taylora. Po setkání s opicemi z prvního filmu ho nakonec najde. Taylor je však vězněn lidskými mutanty, kteří žijí v podzemí a uctívají starou jadernou bombu. V rolích Ziry, Zaia a Novy se vrátili Kim Hunterová, Maurice Evans a Linda Harrisonová. Roddyho McDowalla v roli Corneliuse nahradil David Watson, protože McDowall měl již jiné herecké závazky. Generála Ursa si zahrál James Gregory a vůdce mutantů Méndeze pak Paul Richards. Film měl premiéru 26. května 1970. Na snímek se snesla vlna negativní kritiky, která jej po Bitvě o planetu opic považuje za druhý nejhorší z pěti filmů původní série. Kasovně se však jednalo o úspěch, tržby se přiblížily prvnímu dílu. Navzdory závěru, který končí jadernou zkázou planety, požadovalo studio další sequel, a tedy vytvoření filmové série.

### Útěk zPlanety opic(1971)

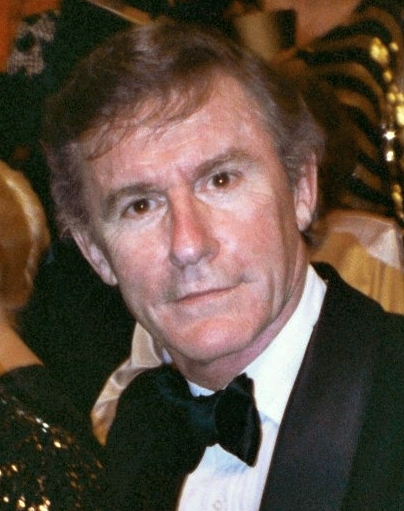
Roddy McDowall se v Útěku z Planety opic vrátil jako Cornelius. Objevil se také ve dvou následujících filmech a v televizním seriálu

Po finančním úspěchu snímku Do nitra planety opic najal producent Arthur P. Jacobs scenáristu Paula Dehna krátkým telegramem: „Opice žijí, je vyžadován sequel.“ Dehn začal okamžitě pracovat na scénáři pro další díl pojmenovaný Escape from the Planet of the Apes, původně nazvaný Secret of the Planet of the Apes. Producenti také přivedli nového režiséra Dona Taylora. Studio Fox však poskytlo filmu výrazně nižší rozpočet ve výši 2,5 milionu dolarů, což velmi omezilo produkční možnosti.
Aby se filmaři vypořádali s nízkým rozpočtem i závěrem předchozího snímku, udělili chystanému filmu nový směr. Opice Zira a Cornelius se vrátily zpět v čase do soudobých Spojených států amerických, čímž se omezila potřeba drahých kulis a masek. Zira a Cornelius jsou v příběhu zpočátku americkou společností akceptováni, avšak obavy, že jejich dítě způsobí úpadek dominance lidské rasy, vedou ke konfliktu. Jacobsova žena Natalie Trundy, která si v předchozím díle zahrála mutanta a v následujících snímcích opici Lisu, byla v Útěku obsazena do role doktorky Stephanie Brantonové. Doktora Lewise Dixona si zahrál Bradford Dillman, Ricardo Montalbán představoval Armanda a Eric Braeden ztvárnil antagonistu Ottu Hassleina.
Oproti předchozím snímkům se tento zaměřil spíše na rasový konflikt, jenž se stal hlavním tématem i zbytku série. Film měl premiéru 21. května 1971, tedy necelý rok po předchozím dílu Do nitra Planety opic, a kritiky byl přijat pozitivně. Od této chvíle se kritici na další filmy dívali spíše jako na součást větší série než jako na jednotlivé snímky. Frederick S. Clarke, šéfredaktor časopisu Cinefantastique, napsal, že postupně se rozvíjející série je příslibem první natočené epické sci-fi. Film si vedl dobře i v tržbách, které činily 12,3 milionu dolarů. Byly však nižší než u předchozích filmů. Studio Fox následně objednalo třetí sequel.

### Dobytí Planety opic(1972)
Díky pozitivnímu přijetí filmu Útěk z Planety opic objednalo studio Fox další snímek s názvem Conquest of the Planet of the Apes, jehož rozpočet čítal jen 1,7 milionu dolarů. Na místo scenáristy se vrátil Paul Dehn, producent Jacobs pak najal režiséra J. Lee Thompsona, s nímž už dříve spolupracoval na dvou filmech. Pro tento snímek se Thompson a Dehn zaměřili na téma rasového konfliktu, které bylo sice využito už v předešlém filmu, avšak v Dobytí se stalo hlavním motivem. Dehn částečně připodobnil opice k Afroameričanům a vytvořil příběh, který byl podobný protestům Watts riots a dalším událostem spojeným s Afroamerickým hnutím za občanská práva. Roddy McDowall se ve filmu představil v roli Caesara, syna své předchozí postavy Corneliuse. Ricardo Montalbán se vrátil jako Armando, guvernéra Brecka ztvárnil Don Murray, Severn Darden se objevil jako Kolp a MacDonalda si zahrál Hari Rhodes.
Dobytí se odehrává po Útěku, tedy v blízké budoucnosti, v níž se z opic stávají otroci. Caesar se otroctví vzbouří a vede opičí povstání. Film měl premiéru 30. června 1972. Recenze byly smíšené. Konec snímku ale zůstal otevřený pro další pokračování, a tak po uspokojivých tržbách oznámilo studio Fox další sequel.

### Bitva oPlanetu opic(1973)
Studio Fox schválilo pro film Battle for the Planet of the Apes rozpočet 1,2 milionu dolarů, který je nejnižším v sérii. Tvůrci zároveň šli do projektu s vědomím, že tento snímek bude posledním dílem. Na post režiséra byl opětovně najat J. Lee Thompson. Scenárista Paul Dehn musel projekt ze zdravotních důvodů opustit, a zanechal tak po sobě nedokončený scénář. Producenti na jeho místo přivedli Johna Williama Corringtona a Joyce Hooper Corringtonovou. Bitva se – tak jako předešlý film – zaměřovala na rasový konflikt a boj o nadvládu. Pravděpodobně na žádost studia ale Corringtonovi zavrhli Dehnův příliš pesimistický náčrt scénáře a dali přednost nadějnějšímu, avšak nejednoznačnému závěru.
Děj pojednává o Caesarovi, který vede lidoopy a jim podřízené lidi po ničivé válce, jež zdevastovala většinu planety. Snaží se o vybudování lepší společnosti pro lidoopy i lidi, ale musí se vyrovnat s útoky lidských mutantů postižených radioaktivitou a také s pokusem o převrat. Caesara opět ztvárnil McDowall, v roli Kolpa se vrátil Severn Darden. Paul Williams si zahrál orangutana Virgila, Austin Stoker MacDonalda a Claude Akins zápornou postavu gorilího generála Alda. Orangutana Lawgivera, který příběh dětem vypráví, hrál John Huston. Film měl premiéru 2. května 1973. Tržby sice přesáhly rozpočet, avšak recenzenti Bitvu považují za nejslabší ze všech filmů původní série.
Předmětem sporů nejen mezi kritiky se stal samotný závěr filmu, který se odehrává o 700 let později, kdy lidské a opičí děti společně poslouchají Caesarův příběh u jeho plačící sochy. Dle jedné interpretace socha pláče radostí, protože se lidem a opicím podařilo přerušit cyklus útlaku. Série by tak byla zakončena optimisticky. Dle další interpretace socha pláče ze smutku, protože rasové spory stále existují, což by naznačovalo, že antiutopická budoucnost Planety opic je nevyhnutelná.

## Televizní seriály

### Planet of the Apes(1974)

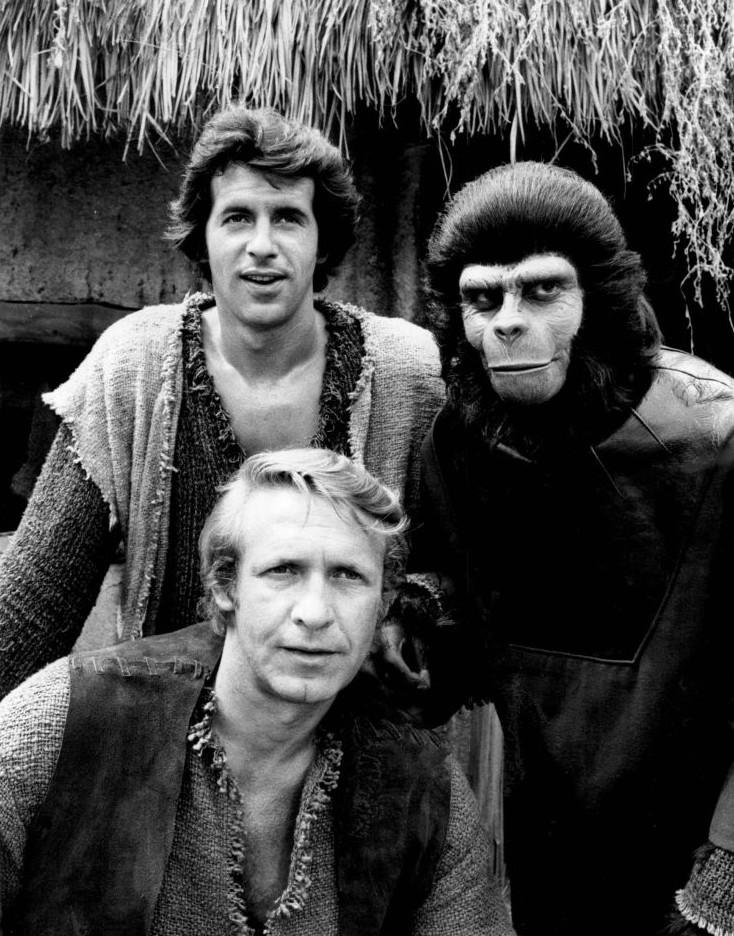
Hlavní postavy seriálu Planet of the Apes: James Naughton (vlevo nahoře) jako Burke, Ron Harper (dole) jako Virdon a Roddy McDowall jako Galen

Po vysokých tržbách z kin zaznamenaly filmy úspěch i na televizních obrazovkách v podobě vysoké sledovanosti. Arthur P. Jacobs se tedy rozhodl pro vytvoření hraného televizního seriálu, jenž se měl dějově odehrávat po událostech z filmů a pokračovat v nastoleném příběhu. První nápad dostal v roce 1971 během produkce filmu Dobytí Planety opic, o kterém si myslel, že bude finálním snímkem série. Studio nicméně požádalo o pátý film, takže úvahy o seriálu odložil. Jacobs zemřel 27. června 1973, čímž skončila i éra filmů Planety opic od společnosti APJAC Productions. Televizní projekt s jednoduchým názvem Planet of the Apes nakonec převzal bývalý výkonný producent Foxu Stan Hough. Nově vzniklý seriál objednala stanice CBS pro své podzimní programové schéma roku 1974.
Herci Ron Harper a James Naughton si zahráli Alana Virdona a Petera Burkea, dva americké astronauty z 20. století, kteří časovým skokem skončili v budoucnosti, v níž si opice podmaňují lidi (oproti původním filmům umějí ale lidé mluvit). Roddy McDowall se vrátil do franšízy tentokrát v roli Galena, šimpanze, který se připojí k astronautům. V roli radního Zaia, orangutana, se představil Booth Colman a Mark Lenard ztvárnil gorilího generála Urka. Seriál sleduje příběh Virdona, Burkea a Galena, kteří se snaží najít cestu zpátky domů, pomáhají utlačovaným lidem a vyhýbají se opicím a úřadům. Úvodní díl měl premiéru 13. září 1974 na stanici CBS, další díly byly vysílány každý pátek od 20:00 do 21:00. Kvůli opakujícím se příběhům a malému prostoru, který opice, jež proslavily filmovou sérii, v seriálu dostaly, měl pořad nízkou sledovanost. Vzhledem k značným produkčním nákladům byl proto po 14 dílech stanicí CBS zrušen. Poslední epizoda měla premiéru v prosinci 1974.
V roce 1981 sestříhalo studio Fox deset dílů seriálu do pěti televizních filmů. Každý z nich se skládá ze dvou dílů seriálu a pro některé trhy k nim byly přidány také nové úvodní a závěrečné části, ve kterých hrál McDowall zestárlého šimpanze Galena. Filmy nesou pojmenování Návrat na Planetu opic (Back to the Planet of the Apes), Zapomenuté město na Planetě opic (Forgotten City of the Planet of the Apes), Zrada a chamtivost na Planetě opic (Treachery and Greed on the Planet of the Apes), Život, svoboda a pronásledování na Planetě opic (Life, Liberty and Pursuit on the Planet of the Apes) a Poznání na Planetě opic (Farewell to the Planet of the Apes).
Podle Erika Greeneho je seriál důležitý z hlediska časové linie vyprávění. Odehrává se v roce 3085, tedy asi 900 let před Taylorovým příletem na planetu a 400 let po Lawgiverově kázání v Bitvě. Vyobrazená budoucnost, v níž opice nad lidmi dominují, naznačuje, že Lawgiverovo poselství o rovnoprávnosti lidí a opic neuspělo. Tím dostává větší význam pesimističtější interpretace závěru Bitvy. Greene také uvedl, že ačkoli se téma rasového konfliktu stalo ústředním motivem dílů „The Trap“ a „The Liberator“, v seriálu zaznělo v menší míře než v předešlých filmech.

### Return to the Planet of the Apes(1975)
Roku 1975 se po neúspěchu hraného seriálu rozhodly společnosti NBC a 20th Century Fox, že vytvoří animovaný seriál. Stanice pověřila produkční studio DePatie-Freleng Enterprises vytvořením seriálu s názvem Return to the Planet of the Apes, který by se skládal z půlhodinových dílů a vysílal se v sobotních ranních hodinách. Tvůrčí kontrolu nad dílem převzal Doug Wildey, spolutvůrce franšízy Jonny Quest. Widley však pouze zhlédl původní film a následný sequel Do nitra Planety opic, proto svou interpretaci založil na nich. Seriál se z toho důvodu více zaměřuje na motivy související s válkou ve Vietnamu a studenou válkou, které byly součástí prvních dvou snímků, než na témata posledních tří filmů.
Příběh sleduje tři americké astronauty, Billa Hudsona (Tom Williams), Jeffa Allena (Austin Stoker) a Judy Franklinovou (Claudette Nevins), kteří se nechtěně dostanou do vzdálené budoucnosti planety Země. V ní naleznou tři skupiny: zmutované lidi, jež obývají pouštní jeskyně, lidi žijící pod povrchem a civilizované opice, které si lidskou rasu podmanily. Astronauti se silně zapletou do místních událostí a snaží se ochránit lidskou rasu a vymanit ji z opičího útlaku. V obsazení se objevily také známé postavy z předchozích filmů a seriálu. Například Nova (Claudette Nevins), generál Urko (Henry Cordin), Zira (Philippa Harris), Cornelius (Edwin Mills) a doktor Zaius (Richard Blackburn).
Stanice NBC odvysílala od 6. září do 29. listopadu 1975 třináct dílů, seriál však neměl příliš velkou sledovanost. Televize proto zvažovala produkci druhé řady jen se třemi epizodami, které by ukončily příběh, avšak k její realizaci nikdy nedošlo.

## Remake

### Dlouhá příprava remaku

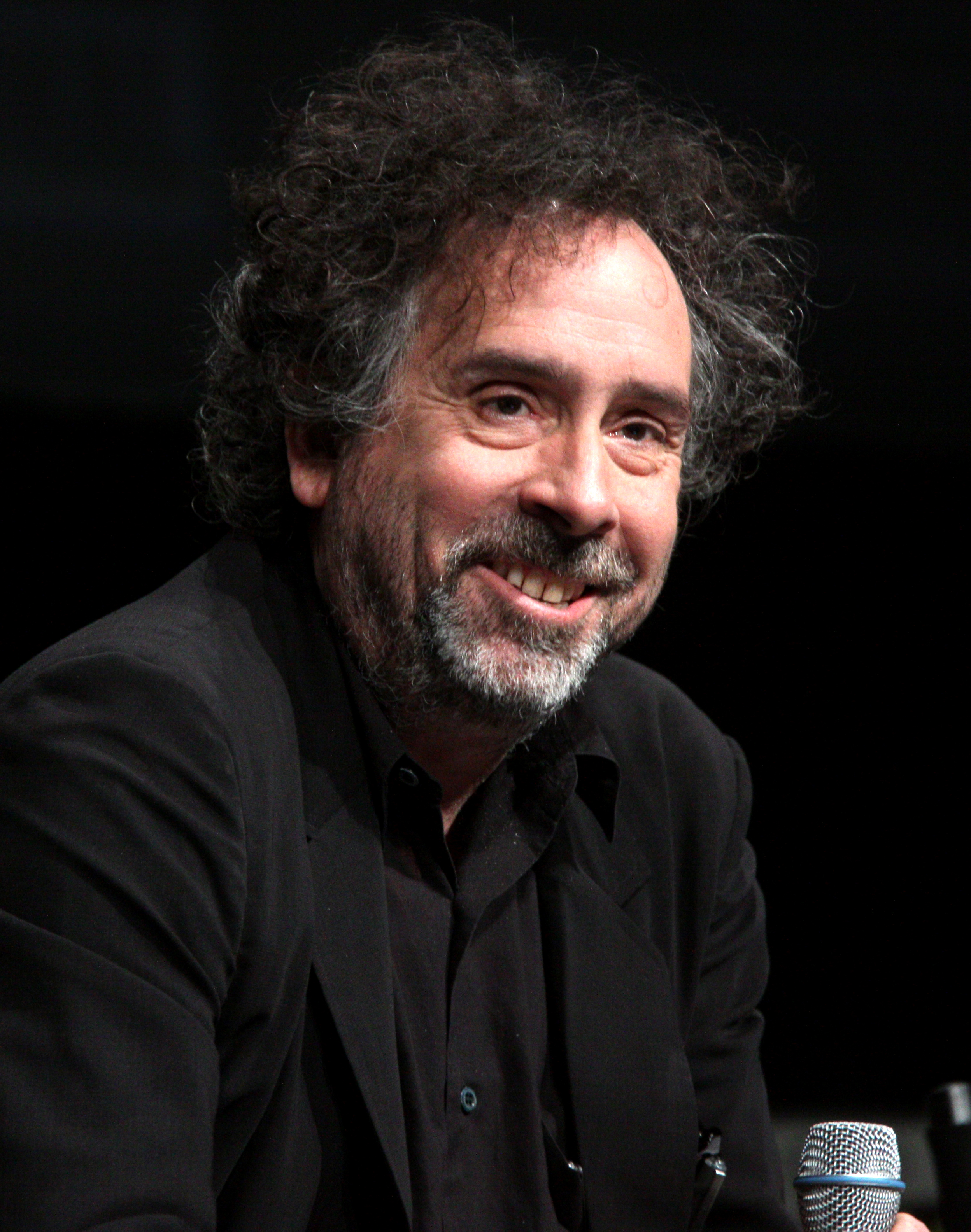
Tim Burton, režisér filmu Planeta opic z roku 2001

V 80. letech 20. století přišlo studio Fox s návrhem na novou sérii Planety opic. Projekt nicméně dlouhodobě uvízl v přípravné fázi a po dobu více než 10 let se téměř nikam neposunul. Jeho začátek je datován do roku 1988, kdy Fox najal Adama Rifkina, 21letého režiséra nezávislých filmů, aby napsal návrhy pro nové filmy. Rifkin představil vedení studia koncept filmu Return to the Planet of the Apes, který měl být sequelem prvního snímku a který by ignoroval zbylé čtyři natočené filmy. V tomto konceptu měl Taylorův potomek Duke vést povstání (ve stylu toho Spartakova) proti tyranským opicím, jež vedl generál Izan. Několik dní před zahájením předprodukce se však nové vedení Foxu rozhodlo vrátit film do fáze vývoje a pověřilo Rifkina přepracováním konceptu. Režisér proto vytvořil několik nových návrhů, které však studiu nepřišly zajímavé, takže projekt následně odložilo.
Po několika letech se studio 20th Century Fox vrátilo k vývoji nového filmu. Producent Oliver Stone a scenárista Terry Hayes napsali scénář k filmu zvanému Return of the Apes. V jejich verzi mělo být lidstvo ohroženo onemocněním, které má zakódované ve své DNA. Dva vědci se proto rozhodnou cestovat o tisíce let zpátky v čase, aby nákazu zastavili. Zjistí, že za nemocí stojí inteligentní opice, které chtějí lidstvo vyhubit. Vědce Willa Robinsona měl ztvárnit herec Arnold Schwarzenegger, na post režiséra se dostal Philip Noyce. Scénář se sice zalíbil prezidentovi Foxu Peteru Cherninovi, ostatní vedoucí představitelé studia však kritizovali jeho přílišnou akčnost. V jednu chvíli trval Dylan Sellers z vedení studia na tom, aby do scénáře byla zahrnuta také komická scéna opic hrajících baseball. Tuto scénu však Hayes do scénáře nepřidal, takže byl vyhozen. Poté hned odešel Noyce a postupně i další členové produkčního týmu, kteří byli do projektu zapojeni.
Po ukončení Hayesova projektu bylo vytvoření konceptu nabídnuto i Chrisu Columbusovi. Ten k sepsání scénáře najal Sama Hamma, jenž se inspiroval prvky z Boulleova románu. V Hammově scénáři se opičí astronaut vydává na vzdálenou planetu Zemi, kde rozšíří zničující virus. Lidští vědci poté kvůli nalezení léku cestují na astronautovu planetu, kde opice loví lidi. Při cestě zpět na Zemi ale zjistí, že planeta je opicemi obsazena. O hlavní roli se stále zajímal Schwarzenegger, avšak Foxu připadal scénář nudný. Columbus projekt opustil po smrti své matky v roce 1995, do produkce se však následně zapojil i James Cameron. Ten zamýšlel příběh výrazně přesměrovat, ale po kritickém a finančním úspěchu jeho filmu Titanic z Planety opic odstoupil. Studio nabídlo projekt také řadě jiných režisérů, ti však o něj neměli zájem.

### Planeta opic(2001)
V roce 1999 najalo studio Fox Williama Broylese Jr., aby napsal nový scénář. Studio trvalo na datu vydání v červenci roku 2001, ale jinak dalo Broylesovi volnou ruku. Projekt přitáhl také režiséra Tima Burtona, který doufal v přepracování původní Planety opic. Burton ale zjistil, že kvůli přísnému rozvrhu studia bude výroba filmu obtížná. Fox omezil rozpočet na 100 milionů dolarů, a tak se musel Broylesův ambiciózní scénář, podle něhož měl být natočen film překračující hodnotu 200 milionů dolarů, kvůli snížení nákladů zredukovat. Přepisování scénáře probíhalo i během produkce, na čemž spolupracovali Lawrence Konner a Mark Rosenthal. Kvůli nabitému harmonogramu byly všechny fáze výroby filmu urychleny.
Astronaut Leo Davidson (Mark Wahlberg) nechtěně proletí červí dírou a ve vzdálené budoucnosti ztroskotá na planetě, kde mluvící opice zotročují lidi. Vede lidskou vzpouru a zjišťuje, že se opice vyvinuly z pozemských primátů, kteří byli součástí jeho mise, avšak na planetu se červí dírou dostali mnohem dříve. Šimpanzici Ari si zahrála Helena Bonham Carterová a Tim Roth ztvárnil šimpanzího generála Thadea, který nenávidí lidi.
Do kin byl film uveden 27. července 2001. Obdržel smíšené recenze; podle většiny kritiků jej s původním filmem nelze srovnávat. Hodně recenzentů kritizovalo zmatený příběh a překvapivý konec, ačkoliv mnozí chválili speciální efekty. Tržby filmu byly přívětivé, neboť celosvětově utržil přes 362 milionů dolarů. Fox sice zpočátku doufal v pokračování, avšak Burton nebyl z obtížné výroby nadšený, takže o další snímek neměl zájem. Film ani nezískal takovou pozornost vedení studia, aby se více věnovalo přípravě navazujícího snímku, takže filmová série Planety opic byla na čas odložena.

## Rebootovaná filmová série

### Zrození Planety opic(2011)

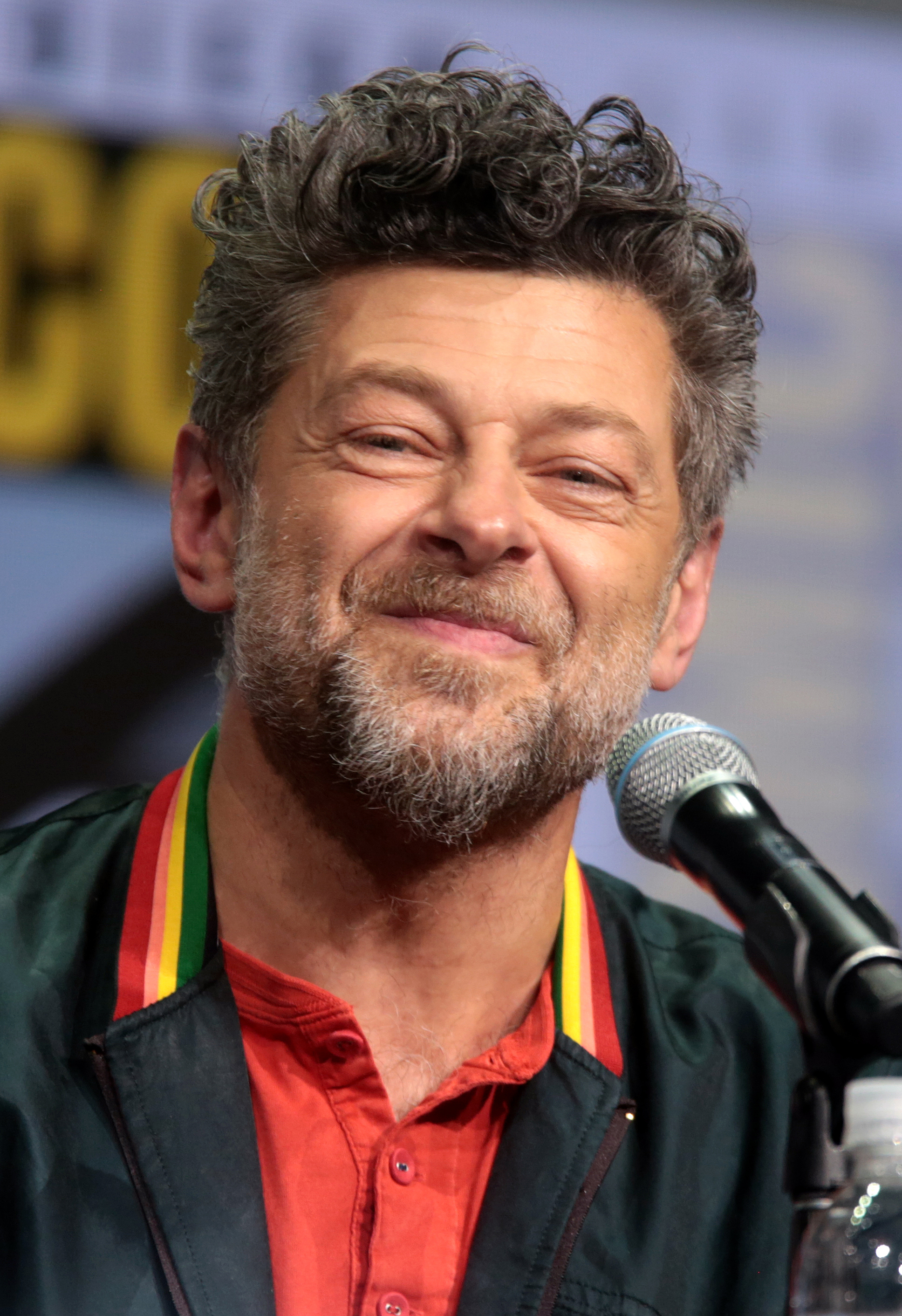
Andy Serkis ztvárnil pomocí motion capture šimpanze Caesara

V roce 2005 napsali scenáristé Rick Jaffa a Amanda Silverová koncept pro nový film ze světa Planety opic, jenž byl později nazván jako Rise of the Planet of the Apes (Zrození Planety opic). Jelikož byl Jaffa inspirován články o výsledcích moderní genetiky, postavil děj filmu na geneticky vylepšeném šimpanzi, který byl vychován v lidské domácnosti. Svůj návrh předložili studiu Fox coby způsob, jak franšízu rebootovat pomocí nové verze příběhu o šimpanzi Caesarovi, který se poprvé objevil ve filmu Dobytí Planety opic. Fox byl nápadem ohromen a koupil k němu práva. Příprava filmu však trvala bezmála pět let. Teprve roku 2010 se producenti Peter Chernin a Dylan Clark z Chernin Entertainment rozhodli posunout film do další fáze produkce, přičemž na postu scenáristů zůstali Jaffa a Silverová.
Ve filmu se Caesarovi zvýší inteligence. Stane se tak díky virové droze, kterou vynalezl Will Rodman, jenž Caesara vychoval. Caesar je uvězněn v útulku pro primáty, využije však své chytrosti a zorganizuje vzpouru. Scénář obsahuje složitá propojení s předchozími filmy, která mohou vyvolávat nejasnosti v jeho vztahu k ostatním snímkům. Oliver Lindner, autor knihy Remakes and Remaking: Concepts – Media – Practices, uvedl, že ačkoli se příběh může zdát jako remake filmu Dobytí Planety opic, tak ho většina profesionálních kritiků a recenzentů označuje jako prequel, reboot, nebo dokonce jako úvodní příběh („origin story“) k prvnímu filmu Planeta opic. Většina fanoušků a bloggerů však psala spíše o remaku. Hotový scénář přilákal režiséra Ruperta Wyatta. Aby opice vypadaly reálně, vyhnula se produkce praktickým efektům a zaměřila se na herectví pomocí motion capture, při kterém byly natočeny pohyby lidí, které pak byly pomocí počítačové technologie předělány do digitální podoby. Na vizuálních efektech pracovalo také novozélandské studio Weta Digital. Do role Willa Rodmana byl obsazen James Franco, šimpanze Caesara ztvárnil díky technologii motion capture herec Andy Serkis.
Zrození Planety opic mělo premiéru 5. srpna 2011. Film byl kritiky přijat pozitivně, chválili hlavně vizuální efekty a Serkisův výkon. Snímek utržil 482 milionů dolarů a více než pětkrát tak překonal svůj rozpočet 93 milionů dolarů. Studio Weta získalo za vizuální efekty dvě ceny Visual Effects Society Awards, nominaci na cenu Akademie a několik dalších ocenění. Fox také usiloval o nominování Serkise na cenu Akademie, její členové jej však mezi nominované nezahrnuli. Hned po úspěchu filmu začalo studio plánovat sequel.

### Úsvit planety opic(2014)

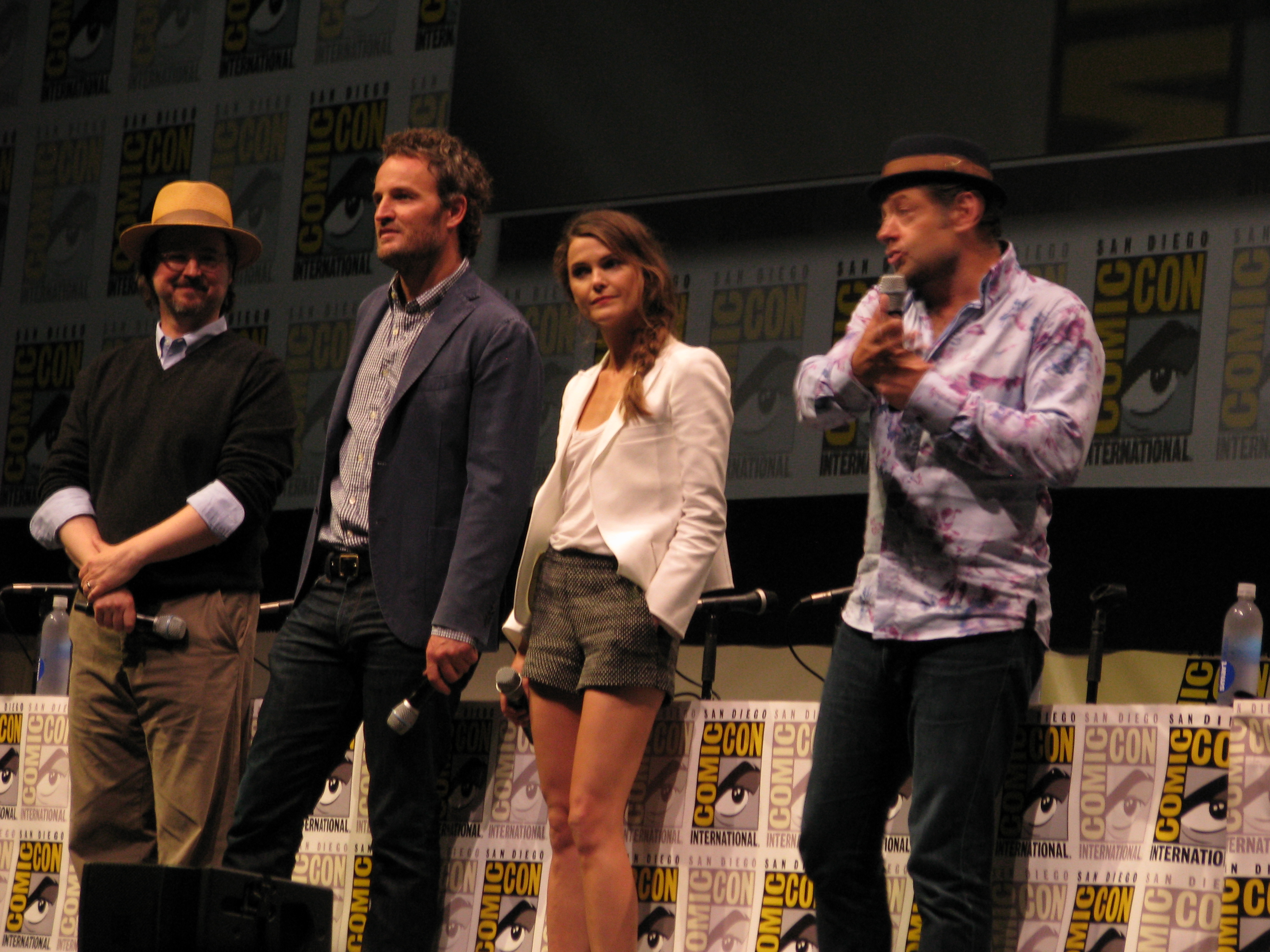
Režisér filmu Úsvit planety opic Matt Reeves a herci Jason Clarke, Keri Russellová a Andy Serkis (zleva)

S přípravou filmu, později nazvaného Dawn of the Planet of the Apes (Úsvit planety opic), začali producenti Peter Chernin a Dylan Clark hned po vydání Zrození v roce 2011. Studio Fox přidělilo filmu rozpočet 170 milionů dolarů. Scénář napsali opět Rick Jaffa a Amanda Silverová, kteří se také stali producenty filmu. Andy Serkis se vrátil ke ztvárnění šimpanze Caesara, nicméně režisér Rupert Wyatt projekt opustil kvůli produkčním problémům a jiným projektům. Nahrazen byl Mattem Reevesem.
Příběh, jenž se odehrává deset let po Zrození, ukazuje dobu, kdy „opičí chřipka“, která zvýšila inteligenci opic, zabila většinu lidí. Caesar se snaží udržet křehký mír mezi jeho opičí komunitou a poblíž žijícími lidmi. Mezi oběma skupinami nicméně dochází k násilným střetům. Na speciálních efektech opět pracovalo studio Weta Digital, jež použilo také praktické efekty, digitálně upravené pozadí a motion capture. Hlavní lidské postavy ztvárnili Jason Clarke (Malcolm), Keri Russellová (Ellie) a Gary Oldman (Dreyfus).
Film byl do amerických kin uveden 11. července 2014. Byl velmi dobře přijat kritiky, kteří našli silné propojení se Zrozením a chválili scénář i působivé speciální efekty. Tržby byly vysoké, film utržil přes 707 milionů dolarů. Vizuální efekty získaly několik ocenění, včetně tří cen Visual Effects Society Awards a nominace na cenu Akademie.

### Válka oplanetu opic(2017)
Studio Fox si bylo úspěchem filmu Úsvit planety opic natolik jisté, že začalo plánovat sequel již několik měsíců před premiérou. Matt Reeves podepsal smlouvu o režijním vedení pokračování hned po promítnutí pracovního střihu Úsvitu, zároveň měl společně s Markem Bombackem napsat scénář. Peter Chernin, Dylan Clark, Rick Jaffa a Amanda Silverová se stali opět producenty. Válka o planetu opic získala rozpočet o 150 milionech dolarů a byla do amerických kin uvedena 14. července 2017.
Film popisuje ozbrojený konflikt mezi opicemi a lidmi a sleduje příběh Caesara a jeho následovníků, kteří pronásledují záhadného Plukovníka, vůdce lidských paramilitárních jednotek, a hledají nový domov. Serkis opět ztvárnil šimpanze Caesara, Woody Harrelson si zahrál Plukovníka a Steve Zahn se představil jako Zlá opice. Válka získala pozitivní recenze. Kritici chválili jak dobré vizuální efekty a vyprávění, tak vhodný závěr celého Caesarova příběhu. Film celosvětově utržil 491 milionů dolarů.

### Království Planeta opic(2024)
V říjnu 2016 bylo oznámeno, že tvůrci diskutovali o možném vývoji čtvrtého filmu. Matt Reeves se před vydáním filmu Válka o planetu opic krátce vyjádřil, že by rád natočil další filmy, a Steve Zahn, jenž v trilogii ztvárnil Zlou opici, měl připravené příběhy pro budoucí pokračování. Scenárista Mark Bomback taktéž naznačil, že existuje varianta, že se nové snímky dočkají realizace. V dubnu 2019, během akvizice společností Disney, studio Fox uvedlo, že budoucí filmy ze světa Planety opic jsou ve vývoji. V srpnu 2019 Disney oznámilo, že se jakékoli nadcházející filmy a televizní seriály budou odehrávat ve stejném univerzu, jako se odehrává Zrození Planety opic. Dne 3. prosince 2019 bylo ohlášeno, že by se režisérem dalšího filmu Planety opic měl stát Wes Ball. Dne 17. února 2020 bylo oznámeno, že se rolí producentů ujmou Joe Hartwick Jr. a David Starke. Později téhož dne Ball potvrdil, že bude režírovat nadcházející film, jehož děj by se měl odehrávat po filmu Válka o planetu opic a měl by se zaměřovat na „Caesarův odkaz“. V květnu 2020 bylo prozrazeno, že by se měl o scénář nadcházejícího filmu postarat Josh Friedman. Zároveň se k franšíze navrátili Rick Jaffa a Amanda Silverová, jež se ujmou rolí dalších producentů. V rozhovoru pro časopis The Hollywood Reporter prezident společnosti 20th Century Studios Steve Asbell řekl, že by produkce filmu měla začít koncem léta nebo začátkem podzimu roku 2022.

## Planet of the Men
Na začátku roku 2022 získali producenti Uri Singer a Aimee Peyronnet práva na produkci televizního seriálu Planet of the Men. Měl by být založen na nepoužitém scénáři od Pierra Boulla, podle kterého mělo být natočeno pokračování k původnímu filmu Planeta opic z roku 1968 a který byl v té době odmítnut ve prospěch scénáře Do nitra Planety opic od Paula Dehna.

## Ostatní produkty

### Knihy
Francouzský román Planeta opic (La Planète des singes) napsal romanopisec Pierre Boulle. Dílo bylo od svého vydání roku 1963 přeloženo do mnoha jazyků a častokrát znovu vydáno. Filmová adaptace a její pokračování dala vznik novelizacím, za kterými stojí vědeckofantastičtí spisovatelé. I tyto knihy se dočkaly mnoha dotisků. Michael Avallone napsal v roce 1970 novelizaci filmu Beneath the Planet of the Apes. Jerry Pournelle, jenž později spolupracoval na vytvoření knižních sérií Luciferovo kladivo a Třískané, je autorem novelizace Escape from the Planet of the Apes. John Jakes, bývalý prezident neziskové organizace Sci-fi a fantasy spisovatelé Ameriky, napsal knihu Conquest of the Planet of the Apes. David Gerrold, scenárista dílu „Trable s tribbly“ seriálu Star Trek, se postaral o napsání Battle for the Planet of the Apes. Byly také vydány novelizace hraného i animovaného televizního seriálu.
Autorem novelizace filmového remaku z roku 2001 Planeta opic (Planet of the Apes) je William T. Quick. Ten napsal také dva prequely. Prvním z nich je Planet of the Apes: The Fall z roku 2002, druhým Planet of the Apes: Colony, který byl publikován o rok později. V roce 2014 vyšly další dvě novelizace, jež se dějově zaměřují na film Úsvit planety opic. První v sérii nesoucí název Úsvit planety opic: Ohnivá bouře (Dawn of the Planet of the Apes: Firestorm) napsal Greg Keyes a druhou Úsvit planety opic (Dawn of the Planet of the Apes) Alexander C. Irvin. Autorem novelizace War for the Planet of the Apes z roku 2017 je Greg Cox.

### Komiksy
V komiksech se téma Planety opic objevuje pravidelně od roku 1968. Mezi nejpozoruhodnější komiksy patří série z dílny Marvel Comics, která vycházela v letech 1974 až 1977. Komiksy byly černobíle zpracované a obsahovaly úryvky z každého filmu, nové příběhy od spisovatele Douga Moencha, eseje, rozhovory a další materiály. Série se v té době stala jednou z nejúspěšnějších tohoto nakladatelství. Marvel musel rovněž přerušit zasílání osobních odpovědí na dopisy čtenářů, jelikož jich od nich přicházely stovky. Mezi lety 1975 a 1976 byla Marvelem vydávána i komiksová série Adventures on the Planet of the Apes, která obsahovala v barevném zpracování úryvky z filmů Planeta opic a Do nitra Planety opic.
V roce 1990, v době oživeného zájmu o franšízu, začalo nakladatelství Malibu Comics skrze svoje studio Adventure Comics publikovat měsíční černobílý komiks Planet of the Apes. Bylo prodáno přes 40 000 kopií prvotního svazku, což byl pro černobílý typ komiksu rekordní počet. Tento úspěch zároveň vedl studio k vydání dohromady 24 svazků během dvou let. Série vypráví příběh opice Alexandra, Caesarova vnuka a dědice, jak se snaží vládnout opičí civilizaci. Malibu Comics následně vydalo pět spin-offových minisérií (každá z nich se skládala ze čtyř svazků): Ape City, Planet of the Apes: Urchak's Folly, Ape Nation (crossover s franšízou Lebkouni), Planet of the Apes: Blood of the Apes a Planet of the Apes: The Forbidden Zone. Vydání se dočkaly také dva krátké komiksy A Day on the Planet of the Apes a Planet of the Apes: Sins of the Fathers, jejichž děj se odehrával před původním filmem, brožované vydání prvních čtyř svazků hlavní série zvané Monkey Planet a přečíslování původních komiksů od studia Marvel.
Téma Planety opic se objevilo také v portfoliu komiksových společností Gold Key Comics, Dark Horse Comics či Boom! Studios. Boom! vydalo mezi normálními komiksy mimo jiné dva crossovery. První Star Trek/Planet of the Apes: The Primate Directive se dočkal publikace v roce 2014 a druhý roku 2017 pod názvem Kong on the Planet of the Apes. V roce 2018 vydalo Boom! komiks Planet of the Apes: Visionaries, který napsali Dana Gould a Chad Lewis. Jeho příběh je založen na nevyužitém scénáři původního filmu od Roda Serlinga.

### Hračky a zboží
Zejména podle obou televizních seriálů byla vytvořena řada hraček a zboží. Během 70. let 20. století získalo okolo 60 firem od společnosti Fox práva na výrobu přes 300 různých věcí ze světa Planety opic. Například akční figurky, stavebnice, omalovánky, knížky, herní karty, dětské zbraně, oblečení, značkové nádobí či svačinové boxy. Na svoji dobu byl tento rozsah a úspěšnost prodeje zboží zaměřeného na určité filmové a televizní téma neobvyklý a stal se pravděpodobně inspirací do budoucna pro další studia a jejich filmové série. Akční figurky filmových postav vyráběné společností Mego od roku 1973 byly vůbec prvními hračkami tohoto typu na trhu. Šlo o komerčně úspěšný produkt, který nastartoval výrobu dalších figurek podle populárních filmových franšíz. S premiérou prvního filmu nové rebootované trilogie licencoval Fox několik společností k vytvoření nových hraček a detailně provedených akčních figurek ve sběratelské edici.

### Horské dráhy
Byla plánována výstavba dvou horských drah s tematikou Planety opic v zábavních parcích 20th Century Fox World v Dubaji a Malajsii. V roce 2015 byla společností Fox oznámena výstavba zábavního parku v Dubaji; roku 2018 však došlo k zastavení výstavby developerem Malajsijský zábavní park byl ve výstavbě od roku 2013 a jeho otevření se několikrát odložilo. Otevřen by měl být pro veřejnost na konci roku 2021.

### Videohry
Roku 1983 započal vývoj videohry zvané Planet of the Apes, na které pracovalo herní studio 20th Century Fox Videogames. Hra byla vyvíjena pro herní konzoli Atari 2600, ale kvůli krizi videoherního průmyslu, který nastal v roce 1983 v USA, nebyla dokončena. Videohra byla považována za ztracenou až do roku 2002, kdy sběratel Matt Reichert identifikoval hru, už dříve nalezenou v obalu jiné nedokončené hry Alligator People, jako prototyp Planet of the Apes. Následně byla dokončena nezávislými designéry Retrodesign a v roce 2003 vydána pod názvem Revenge of the Apes. Hráč ve hře ovládá postavu Taylora a postupně se probojovává úrovněmi, jež byly inspirovány filmem, k soše Svobody.
První videohra s tematikou Planety opic se dočkala vydání až v roce 2001. Roku 1998 začalo studio Fox Interactive vyvíjet videohru Planet of the Apes pro počítače a herní konzole PlayStation. Hra se měla stát součástí dlouho plánovaného remaku. Remake však byl odložen a tak Fox spolu s vývojářským studiem Visiware napsal zcela vlastní příběh, jenž byl založený na románu a původním filmu. V akční adventuře ovládá hráč postavu astronauta Ulyxe, který zkoumá planetu, na níž vládnou opice. Vydání bylo zpožděno kvůli rozhodnutí Foxu vydat hru společně s Ubi Softem, čímž videohra zmeškala kvůli dlouhému vývoji o dva měsíce taktéž premiéru filmu Tima Burtona Planeta opic. Byla vydána 20. září 2001 a získala spíše negativní recenze. Ubi Soft navíc vytvořil pro platformy Game Boy Advance a Game Boy Color zcela jinou videohru Planet of the Apes, jejíž děj se zaměřoval na první dva filmy.
V roce 2014 spolupracoval Fox s vývojářským studiem Ndemic Creations na tematickém updatu mobilní hry Plague Inc. dle filmu Úsvit planety opic. Hráči mohli ve hře vynalézt a rozšířit virus opičí chřipky za účelem snížit lidskou populaci, aby pomohli opicím přežít. Roku 2017 pověřilo studio Fox britské The Imaginati Studios vývojem videohry Planet of the Apes: Last Frontier, která by měla doplňovat nadcházející film Válka o planetu opic. Na hře pracovala také společnost zabývající se digitálními efekty The Imaginarium herce Andyho Serkise. Sám v ní navíc ztvárnil jednu z postav pomocí technologie motion capture. Videohra byla vydána 21. listopadu 2017 na herní konzoli PlayStation 4 a získala smíšené recenze. V roce 2018 spolupracovalo FoxNext VR Studio, divize Foxu zaměřující se na virtuální realitu, s vývojáři od Imaginati Studios na VR střílečce z první osoby. Jmenuje se Crisis on the Planet of the Apes a hráč v ní ovládá šimpanze, který se pokouší uniknout z lidského detenčního zařízení. Videohra byla vydána na osobní počítače a PlayStation 4 a obdržela spíše negativní a smíšené recenze.

## Témata

### Rasový konflikt
Čtenáři, diváky, kritiky i filmovými tvůrci je série Planeta opic vnímána primárně jako alegorie rasového konfliktu. Eric Greene, autor knihy zabývající se sérií a rozebírající její témata, poznamenává, že série v USA dokonce zasáhla do celonárodních diskusí na téma rasové rovnoprávnosti.“ Podle Greena se hlavní příběhový oblouk franšízy zaměřuje na konflikt lidí a opic, kteří se stále dokola vzájemně podmaňují a sami sebe přitom ničí. Rozdíl mezi lidmi a opicemi se projevuje primárně v jejich vzhledu, dominance je pak odvozena spíše od moci ve společnosti než od vrozené nadřazenosti. Dle Greena je poselstvím příběhového oblouku nevyřešená rasová neshoda, která vede ke katastrofě. S Greenovým výkladem se ztotožnili i další kritici. Producenti Abrahams a Jacobs původně nezamýšleli do filmu přidat rasové podtóny a nedoceňovali je až do roku 1968, kdy na ně odkázal a vyzdvihl je herec Sammy Davis. Filmoví tvůrci poté začali téma do filmů více začleňovat, a rasový konflikt se tak stal z vedlejšího námětu prvních dvou filmů hlavním námětem posledních tří.
Několik kritiků napsalo, že filmy rebootované trilogie téma rasového konfliktu z původních filmů potlačují, konflikt mezi lidmi a opicemi zde nemá výrazný rasový podtext. Tito kritici tvrdí, že se jedná o negativní změnu, díky které je děj filmů příliš „změkčený“, tematicky plytký a marginalizuje úlohu nebílých postav. Dodávají, že se filmy snaží spíše představit model „post-rasové Ameriky“, nežli prozkoumávat rasové otázky a problémy. Jiní kritici píší, že ve filmech je téma rasového konfliktu začleněno jemnějším způsobem. Filmy ovšem složité poselství rasového konfliktu dostatečně neprezentují a dochází k jeho zjednodušení. Nakonec se tak ve filmech rasové normy posilují, než aby se zpochybňovaly.

### Studená válka a jaderná apokalypsa
Hlavními tématy původního scénáře Planety opic od Roda Serlinga jsou studená válka a tzv. jaderný holokaust. Apokalyptické a antiutopické motivy filmů odráží napětí dané doby, které mohlo vést ke světové destrukci. Filmy kritizují obě strany války: represivní opičí společnost i podzemní město mutantů mají rysy jak západní, tak východní kultury. Podle Greena jsou motivy studené války hlavní součástí prvních dvou filmů a některých mediálních spin-offů, avšak v dalších filmových pokračováních začal převažovat rasový konflikt.

### Práva zvířat
V sérii zaznívají ve velké míře také otázky zabývající se zvířecími právy. Greene je považuje za součást rasových témat. V původním filmu je znázorněno, jak krutým způsobem zacházejí opice s Taylorem, kterého považují za pouhé zvíře. V pozdějších filmech jsou opice týrány lidmi ze stejného důvodu. Myšlenka práv primátů je výraznější v rebootovaných filmech, které přímo vyvolávají otázku lidoopí osobnosti. Ta je vyobrazena Caesarem a jeho následovníky, kteří bojují za svá práva ve společnosti, jež je nepovažuje za fyzické osoby.

## Dopad vkultuře a odkaz

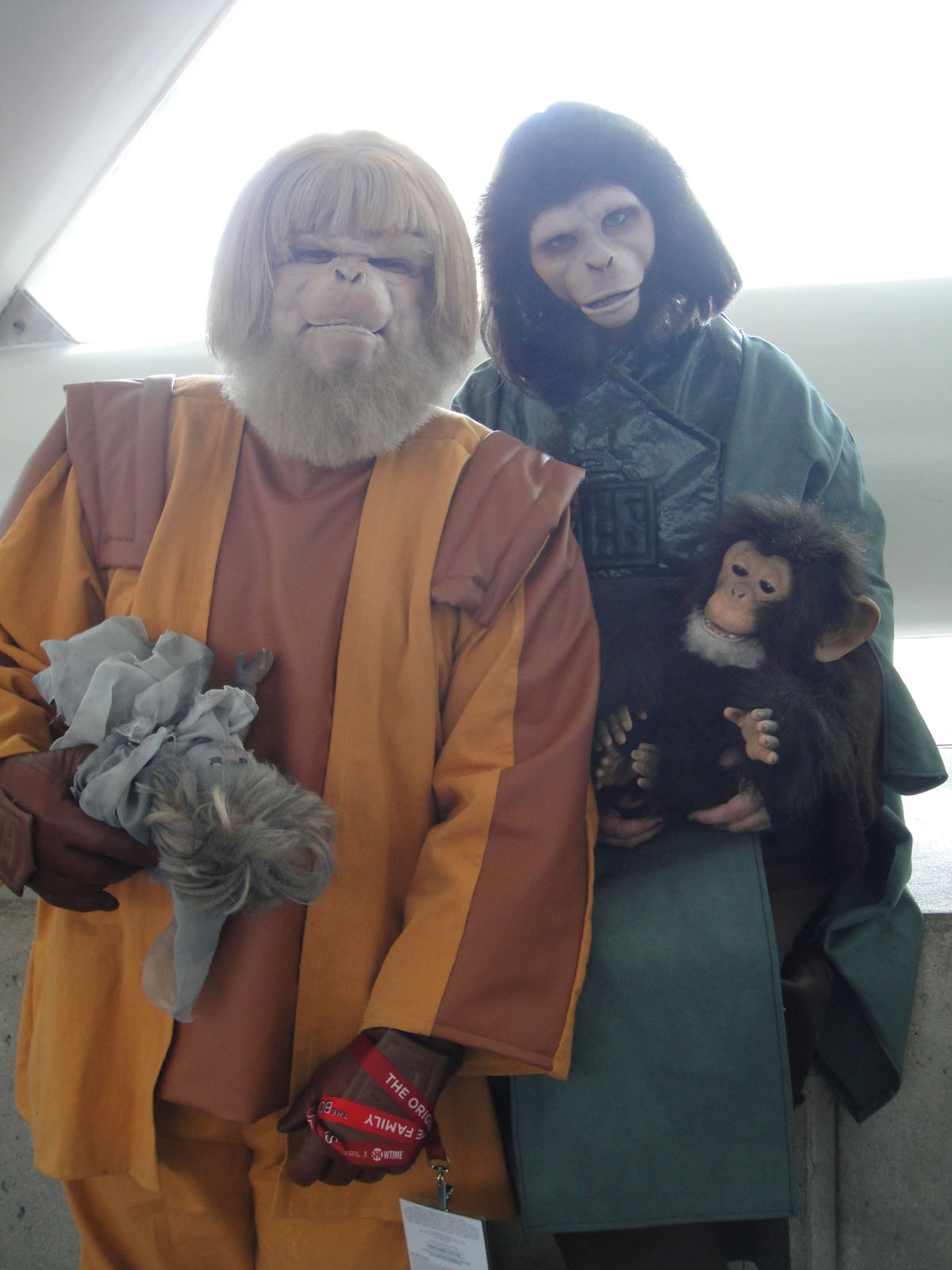
Cosplayeři v kostýmech doktora Zaia a doktorky Ziry na WonderConu 2011

Planeta opic si udržela pozornost kritiků a veřejnosti i po skončení produkce původních filmů a televizního seriálu. Zájem fanoušků o franšízu byl posilován zejména zásluhou publikací, jako jsou například komiksy o Planetě opic vydavatele Marvel Comics, a vědeckofantastických conů. Na nich byla série natolik populární, že v 70. letech 20. století inspirovala k vytvoření tzv. „apeconů“, výhradně určených filmům obsahujících lidoopy. Opičí kostýmy, které jsou typické pro sérii, se objevovaly i v živých vystoupeních. Oblékl si ho například herec Paul Williams (hrál postavu Virgila ve filmu Bitva) v televizní show The Tonight Show Starring Johnny Carson a bavič Mike Douglas ve své show The Mike Douglas Show. V 70. letech byly fanoušky série, Billem Blakem a Paulou Cristovou, vytvořeny opičí kostýmy Cornelia a Ziry. Jejich výtvor byl natolik přesvědčivý, že jim Fox dovolil ztvárnit dané postavy na conech. Filmy byly oblíbené i během svého uvádění v televizi a různé stanice je v pozdějších letech vysílaly dohromady v maratonech. Hraný televizní seriál byl v roce 1981 sestříhán do pěti televizních filmů, které v 90. letech společně s animovaným seriálem uváděla americká stanice Sci-Fi Channel.
Velký dopad měla Planeta opic na filmovou a televizní tvorbu. Série byla úspěšná v natáčení nových pokračování a spin-offů a v prodeji reklamních předmětů. V hollywoodské filmové tvorbě zavedla nový model mediálního franšízingu, ve kterém studia produkují filmy zejména kvůli vytvoření nových multimediálních franšíz. Z hlediska obsahu pak série ovlivnila řadu filmů a televizních seriálů 70. a 80. let 20. století, ve kterých byly použity vědeckofantastické prvky a které se dějově zaměřovaly na vztahy mezi rasami. Jednalo se například o franšízy Lebkouni a V a film Můj nepřítel. Značně se Planetou opic inspirovala komiksová série Kamandi: The Last Boy on Earth, vydávaná v letech 1972 až 1978 nakladatelstvím DC Comics, a japonský televizní seriál Saru no gundan. Hlavním hrdinou obou děl je člověk žijící v postapokalyptickém světě, ve kterém vládnou mluvící zvířata. Sci-fi komedie Spaceballs režiséra Mela Brookse z roku 1987 parodovala mimo jiné i konec původní Planety opic se sochou Svobody.
Zájem o sérii byl opět projeven v 90. letech 20. století, ve kterých se médii šířily informace o produkčních plánech nového filmu. Dle Greena se tento opětovný zájem projevil díky kombinaci „nostalgie popové kultury a ekonomie baby boomerů.“ Stejně tak k němu přispěl i vzrůstající „politický neklid“, který vycházel z období vydání prvotních filmů. Během tohoto období zakládali fanoušci nové kluby, webové stránky a fanziny, a to nejen ve Spojených státech ale i v dalších zemích, jako je Kanada nebo Brazílie. Inspirováni byli zejména komiksovými publikacemi série od nakladatelství Malibu Comics. Společnosti začaly vyrábět nové značkové zboží. Jednalo se například o oblečení, hračky a kostýmy.
Zejména po 90. letech umělci ve své tvorbě na sérii odkazovali, nebo jí byli přímo ovlivněni. Planeta opic se objevila v písních různých hudebníků, narážkách ve filmech, komediálních vystoupeních Dennise Millera a Paula Mooneyho a v jedné epizodě nočního varieté Saturday Night Live, jejímž hostem byl Charlton Heston. Sérii několikrát zparodoval také animovaný seriál Simpsonovi. Například v epizodě „Ryba jménem Selma“ se herec Troy McClure objevil v broadwayském muzikálu zvaném Stop the Planet of the Apes, I Want to Get Off!. Umělkyně Martha Roslerová ve své instalaci „Global Taste: A Meal in Three Courses“ zahrnula záběry výslechu Cornelia a Ziry z filmu Útěk, v roce 1993 pak Guillermo Gómez-Peña a Coco Fusco použili video z Planety ve své performanci v Muzeu amerického umění Whitneyové.
Série ovlivnila také politickou sféru; různé skupiny a hnutí využívaly její témata ve svých diskurzech. Fráze „planet of the apes“ byla používána pro napadení politického a rasového statusu quo. Eric Greene píše, že je série populární zejména mezi rasovými nacionalisty a reakcionáři. Dle Greena bílí nacionalisté přirovnávají pokrok menšin k filmovému světu, ve kterém domnělí „podřadní“ přebírají kontrolu, černí nacionalisté však tyto činy oslavují jako „rasovou apokalypsu“; v podobném duchu pojmenovala rapperská skupina Da Lench Mob své album Planet of da Apes (1994). Greene píše, že tato použití převrací myšlenku antirasistických poselství filmů.  Finální záběr na ruinu Sochy svobody se stal v politice běžně používaným odkazem. Například organizace Greenpeace jej využila ve své kampani proti jadernému testování. Témata a snímky série byly používány v politických diskusích na různá témata, jako je kultura 60. let, úpadek měst, moderní války a zbraňové násilí.

## Planeta opicvčeském prostředí
O český překlad původního románu Planeta opic od Pierra Boulla se postaral Josef Hajný. Vydán byl v roce 1970 nakladatelstvím Československý spisovatel. V roce 2000 byl český překlad Josefa Hajného znovu vydán nakladatelstvím BB art a roku 2018 nakladatelstvím Argo. Knihu Planet of the Apes amerického spisovatele Williama T. Quicka přeložil do češtiny Martin König. Roku 2001 ji BB art publikoval pod názvem Planeta opic. Milan Žáček přeložil do češtiny romány Dawn of the Planet of the Apes: Firestorm od Grega Keye a Dawn of the Planet of the Apes od Alexandra C. Irvina. Obě vydalo v roce 2014 nakladatelství Laser-books pod názvy Úsvit planety opic: Ohnivá bouře a Úsvit planety opic.
První film Planeta opic byl jako jediný z původní série uveden i v československých kinech, a to 2. července 1970. Od premiéry jej navštívily více než 3 miliony diváků, takže se jedná o jeden ze dvou sci-fi filmů (druhým jsou Blízká setkání třetího druhu), který v 70. letech překročil v Československu milionovou návštěvnost. Následná čtyři pokračování byla, společně i s původním filmem, vydána až v 90. letech na videokazetách VHS. Remake Planety opic zavítal do českých kin 18. října 2001 a byl českým publikem a kritiky průměrně přijat. První film rebootované trilogie pojmenovaný Zrození planety opic měl v Česku premiéru 11. srpna 2011, druhý film Úsvit planety opic 17. července 2014 a třetí film Válka o planetu opic 13. července 2017. Všechny byly pozitivně přijaty kritiky i publikem.
V roce 2014 se v českých obchodech dostala do prodeje sběratelská edice, vyrobená společností Bontonfilm, obsahující osm Blu-ray disků filmů (mimo Válku o planetu opic) a repliku Caesarovy hlavy. Součástí balení byl také 32stránkový booklet, bonusy a sběratelské kartičky.

### Česká vydání románů
- BOULLE, Pierre. Planeta opic. Překlad Josef Hajný. 1. vyd. Praha: Československý spisovatel, 1970. 160 s. (Spirála).
- BOULLE, Pierre. Most přes řeku Kwai; Planeta opic. Překlad Josef Šup, Josef Hajný. 1. vyd. Praha: Odeon, 1983. 246 s. (Galérie moderních autorů).
- BOULLE, Pierre. Planeta opic. Překlad Josef Hajný. 2. vyd. Praha: BB art, 2000. 166 s. ISBN 80-7257-318-7.
- QUICK, William T. Planeta opic. Překlad Martin König. 1. vyd. Praha: BB art, 2001. 197 s. ISBN 80-7257-651-8.
- BOULLE, Pierre. Most přes řeku Kwai; Planeta opic. Překlad Josef Šup, Josef Hajný. 2. vyd. Praha: BB art, 2002. ISBN 80-7257-607-0.
- KEYES, Gregory J. Úsvit Planety opic: Ohnivá bouře. Překlad Milan Žáček. 1. vyd. Plzeň: Laser, 2014. 248 s. ISBN 978-80-7193-379-3.
- IRVINE, Alexander C. Úsvit Planety opic. Překlad Milan Žáček. 1. vyd. Plzeň: Laser, 2014. 264 s. ISBN 978-807193-381-6.
- BOULLE, Pierre. Planeta opic. Překlad Josef Hajný. 3. vyd. Praha: Argo, 2018. 192 s. (Filmová řada). ISBN 978-80-2572-555-9. (tištěná kniha) ISBN 978-80-257-2930-4. (e-kniha)

## Seznam filmů
| Číslo | Číslo                   | Název                | Datum vydání v USA | Datum vydání v Česku | Režisér               | Série                     |
| ----- | ----------------------- | -------------------- | ------------------ | -------------------- | --------------------- | ------------------------- |
|       | 1                       | Planeta opic         | 8. února 1968      | 2. července 1970     | Franklin J. Schaffner | původní filmová série     |
| 2     | Do nitra Planety opic   | 27. května 1970      | 1992 (VHS)         | Ted Post             |                       | původní filmová série     |
| 3     | Útěk z Planety opic     | 21. května 1971      | leden 1993 (VHS)   | Don Taylor           |                       | původní filmová série     |
| 4     | Dobytí Planety opic     | 29. června 1972      | březen 1993 (VHS)  | J. Lee Thompson      |                       | původní filmová série     |
| 5     | Bitva o Planetu opic    | 15. června 1973      | květen 1993 (VHS)  | J. Lee Thompson      |                       | původní filmová série     |
|       | 6                       | Planeta opic         | 27. července 2001  | 18. října 2001       | Tim Burton            | remake                    |
|       | 7                       | Zrození Planety opic | 5. srpna 2011      | 11. srpna 2011       | Rupert Wyatt          | rebootovaná filmová série |
| 8     | Úsvit planety opic      | 11. července 2014    | 17. července 2014  | Matt Reeves          |                       | rebootovaná filmová série |
| 9     | Válka o planetu opic    | 14. července 2017    | 13. července 2017  | Matt Reeves          |                       | rebootovaná filmová série |
| 10    | Království Planeta opic | 2. května 2024       | 9. května 2024     | Wes Ball             |                       | rebootovaná filmová série |

Vysvětlivky
1. ↑  Před rokem 1993 v Československu.

## Přijetí

### Tržby
| Film                  | Film                 | Tržby (USD)     | Tržby (USD)   | Tržby (USD)   | Rozpočet (USD) | Zdroj   |
| Film                  | Film                 | Severní Amerika | Ostatní státy | Celosvětově   | Rozpočet (USD) | Zdroj   |
| --------------------- | -------------------- | --------------- | ------------- | ------------- | -------------- | ------- |
|                       | Planeta opic         | 32 589 624      | —             | 160 000 000   | 5,8 milionu    | [ 228 ] |
| Do nitra Planety opic | 18 999 718           | 3,4 milionu     | —             | 160 000 000   | [ 29 ] [ 229 ] |         |
| Útěk z Planety opic   | 12 348 905           | 2,5 milionu     | —             | 160 000 000   | [ 35 ] [ 41 ]  |         |
| Dobytí Planety opic   | 9 043 472            | 1,7 milionu     | —             | 160 000 000   | [ 230 ]        |         |
| Bitva o Planetu opic  | 8 844 595            | 1,2 milionu     | —             | 160 000 000   | [ 48 ] [ 231 ] |         |
|                       | Planeta opic         | 180 011 740     | 182 200 000   | 362 211 740   | 100 milionů    | [ 77 ]  |
|                       | Zrození Planety opic | 176 760 185     | 305 040 864   | 481 801 049   | 93 milionů     | [ 88 ]  |
| Úsvit planety opic    | 208 545 589          | 502 098 977     | 710 644 566   | 170 milionů   | [ 92 ] [ 232 ] |         |
| Válka o planetu opic  | 146 880 162          | 343 782 503     | 490 662 665   | 150 milionů   | [ 102 ]        |         |
| Celkem                | Celkem               | 794 023 990     | 1 333 122 344 | 2 205 320 020 | 567,5 milionu  | [ 233 ] |

Vysvětlivky
1. ↑  Zahrnuje Spojené státy americké a Kanadu.[226]

### Kritika
| Film                                              | Film                 | Rotten Tomatoes       | Rotten Tomatoes       | Metacritic          | CinemaScore |
| Film                                              | Film                 | Procenta              | Průměr                | Metacritic          | CinemaScore |
| ------------------------------------------------- | -------------------- | --------------------- | --------------------- | ------------------- | ----------- |
|                                                   | Planeta opic         | 88 % (58 recenzí)     | 7,63/10 (58 recenzí)  | 79/100 (14 recenzí) | —           |
| Do nitra Planety opic                             | 38 % (32 recenzí)    | 5,31/10 (32 recenzí)  | 46/100 (9 recenzí)    |                     | —           |
| Útěk z Planety opic                               | 78 % (27 recenzí)    | 5,79/10 (27 recenzí)  | 69/100 (9 recenzí)    |                     | —           |
| Dobytí Planety opic                               | 50 % (22 recenzí)    | 5,53/10 (22 recenzí)  | 49/100 (6 recenzí)    |                     | —           |
| Bitva o Planetu opic                              | 36 % (28 recenzí)    | 4,7/10 (28 recenzí)   | 40/100 (5 recenzí)    |                     | —           |
|                                                   | Planeta opic         | 44 % (158 recenzí)    | 5,51/10 (28 recenzí)  | 50/100 (34 recenzí) | B-          |
|                                                   | Zrození Planety opic | 82 % (267 recenzí)    | 7,12/10 (267 recenzí) | 68/100 (39 recenzí) | A-          |
| Úsvit planety opic                                | 91 % (307 recenzí)   | 7,91/10 (307 recenzí) | 79/100 (48 recenzí)   | A-                  |             |
| Válka o planetu opic                              | 94 % (347 recenzí)   | 8,18/10 (347 recenzí) | 82/100 (50 recenzí)   | A-                  |             |
| Tabulka byla aktualizována ke dni 20. února 2020. |                      |                       |                       |                     |             |

### Ocenění a nominace
Cena Akademie
| Kategorie       | Film                | Film                 | Film               | Film                 | Film |
| Kategorie       | Planeta opic (1968) | Zrození Planety opic | Úsvit planety opic | Válka o planetu opic |      |
| --------------- | ------------------- | -------------------- | ------------------ | -------------------- | ---- |
| Kostýmy         | nominace            |                      |                    |                      |      |
| Skladatel       | nominace            |                      |                    |                      |      |
| Vizuální efekty |                     | nominace             | nominace           | nominace             |      |

## Postavy a obsazení
| Postavy                           | Původní filmová série | Původní filmová série | Původní filmová série    | Původní filmová série | Původní filmová série | Remake                  | Rebootovaná filmová série | Rebootovaná filmová série | Rebootovaná filmová série |
| Postavy                           | Planeta opic          | Do nitra Planety opic | Útěk z Planety opic      | Dobytí Planety opic   | Bitva o Planetu opic  | Planeta opic            | Zrození Planety opic      | Úsvit planety opic        | Válka o planetu opic      |
| Postavy                           | 1968                  | 1970                  | 1971                     | 1972                  | 1973                  | 2001                    | 2011                      | 2014                      | 2017                      |
| Lidoopi                           | Lidoopi               | Lidoopi               | Lidoopi                  | Lidoopi               | Lidoopi               | Lidoopi                 | Lidoopi                   | Lidoopi                   | Lidoopi                   |
| --------------------------------- | --------------------- | --------------------- | ------------------------ | --------------------- | --------------------- | ----------------------- | ------------------------- | ------------------------- | ------------------------- |
| Cornelius                         | Roddy McDowall        | David Watson          | Roddy McDowall           | Does not appear       | Bobby Porter          | Does not appear         | Does not appear           | kojenec                   | Devyn Dalton              |
| Cornelius                         | Roddy McDowall        | David Watson          | Roddy McDowall           | Does not appear       | Roddy McDowall        | Does not appear         | Does not appear           | kojenec                   | Devyn Dalton              |
| dr. Zira                          | Kim Hunterová         | Kim Hunterová         | Kim Hunterová            | Does not appear       | Kim Hunterová         | Does not appear         | Does not appear           | Does not appear           | Does not appear           |
| dr. Zaius                         | Maurice Evans         | Maurice Evans         | Does not appear          | Does not appear       | Does not appear       | Charlton Heston         | Does not appear           | Does not appear           | Does not appear           |
| generál Ursus                     | Does not appear       | James Gregory         | Does not appear          | Does not appear       | Does not appear       | Does not appear         | Does not appear           | Does not appear           | Does not appear           |
| Caesar                            | Does not appear       | Does not appear       | Walker Edmiston (dabing) | Roddy McDowall        | Roddy McDowall        | Does not appear         | Andy Serkis               | Andy Serkis               | Andy Serkis               |
| Lisa                              | Does not appear       | Does not appear       | Does not appear          | Natalie Trundy        | Natalie Trundy        | Does not appear         | Does not appear           | Does not appear           | Does not appear           |
| generál Aldo                      | Does not appear       | Does not appear       | Does not appear          | Does not appear       | Claude Akins          | Does not appear         | Does not appear           | Does not appear           | Does not appear           |
| Virgil                            | Does not appear       | Does not appear       | Does not appear          | Does not appear       | Paul Williams         | Does not appear         | Does not appear           | Does not appear           | Does not appear           |
| Mandemus                          | Does not appear       | Does not appear       | Does not appear          | Does not appear       | Lew Ayres             | Does not appear         | Does not appear           | Does not appear           | Does not appear           |
| Ari                               | Does not appear       | Does not appear       | Does not appear          | Does not appear       | Does not appear       | Helena Bonham Carterová | Does not appear           | Does not appear           | Does not appear           |
| generál Thade                     | Does not appear       | Does not appear       | Does not appear          | Does not appear       | Does not appear       | Tim Roth                | Does not appear           | Does not appear           | Does not appear           |
| plukovník Attar                   | Does not appear       | Does not appear       | Does not appear          | Does not appear       | Does not appear       | Michael Clarke Duncan   | Does not appear           | Does not appear           | Does not appear           |
| Limbo                             | Does not appear       | Does not appear       | Does not appear          | Does not appear       | Does not appear       | Paul Giamatti           | Does not appear           | Does not appear           | Does not appear           |
| senátor Sandar                    | Does not appear       | Does not appear       | Does not appear          | Does not appear       | Does not appear       | David Warner            | Does not appear           | Does not appear           | Does not appear           |
| Nova                              | Does not appear       | Does not appear       | Does not appear          | Does not appear       | Does not appear       | Lisa Marie              | Does not appear           | Does not appear           | Does not appear           |
| generál Krull                     | Does not appear       | Does not appear       | Does not appear          | Does not appear       | Does not appear       | Cary-Hiroyuki Tagawa    | Does not appear           | Does not appear           | Does not appear           |
| Rocket                            | Does not appear       | Does not appear       | Does not appear          | Does not appear       | Does not appear       | Does not appear         | Terry Notary              | Terry Notary              | Terry Notary              |
| Maurice                           | Does not appear       | Does not appear       | Does not appear          | Does not appear       | Does not appear       | Does not appear         | Karin Konovalová          | Karin Konovalová          | Karin Konovalová          |
| Cornelia                          | Does not appear       | Does not appear       | Does not appear          | Does not appear       | Does not appear       | Does not appear         | Devyn Daltonová           | Judy Greerová             | Judy Greerová             |
| Koba                              | Does not appear       | Does not appear       | Does not appear          | Does not appear       | Does not appear       | Does not appear         | Christopher Gordon        | Toby Kebbell              | Toby Kebbell              |
| Modré oči                         | Does not appear       | Does not appear       | Does not appear          | Does not appear       | Does not appear       | Does not appear         | Does not appear           | Nick Thurston             | Max Lloyd-Jones           |
| Popel                             | Does not appear       | Does not appear       | Does not appear          | Does not appear       | Does not appear       | Does not appear         | Does not appear           | Larramie „Doc“ Shaw       | Does not appear           |
| Šedý                              | Does not appear       | Does not appear       | Does not appear          | Does not appear       | Does not appear       | Does not appear         | Does not appear           | Lee Ross                  | Does not appear           |
| Zlá opice                         | Does not appear       | Does not appear       | Does not appear          | Does not appear       | Does not appear       | Does not appear         | Does not appear           | Does not appear           | Steve Zahn                |
| Červená opice                     | Does not appear       | Does not appear       | Does not appear          | Does not appear       | Does not appear       | Does not appear         | Does not appear           | Does not appear           | Ty Olsson                 |
| Jezero                            | Does not appear       | Does not appear       | Does not appear          | Does not appear       | Does not appear       | Does not appear         | Does not appear           | Does not appear           | Sara Canningová           |
| Luca                              | Does not appear       | Does not appear       | Does not appear          | Does not appear       | Does not appear       | Does not appear         | Does not appear           | Does not appear           | Michael Adamthwaite       |
| Zima                              | Does not appear       | Does not appear       | Does not appear          | Does not appear       | Does not appear       | Does not appear         | Does not appear           | Does not appear           | Aleks Paunovic            |
| Lidé                              |                       |                       |                          |                       |                       |                         |                           |                           |                           |
| George Taylor                     | Charlton Heston       | Charlton Heston       | Charlton Heston          | Does not appear       | Does not appear       | Does not appear         | Does not appear           | Does not appear           | Does not appear           |
| Nova                              | Linda Harrisonová     | Linda Harrisonová     | Does not appear          | Does not appear       | Does not appear       | Does not appear         | Does not appear           | Does not appear           | Amiah Miller              |
| Landon                            | Robert Gunner         | Does not appear       | Does not appear          | Does not appear       | Does not appear       | Does not appear         | Does not appear           | Does not appear           | Does not appear           |
| Dodge                             | Jeff Burton           | Does not appear       | Does not appear          | Does not appear       | Does not appear       | Does not appear         | Does not appear           | Does not appear           | Does not appear           |
| Brent                             | Does not appear       | James Franciscus      | Does not appear          | Does not appear       | Does not appear       | Does not appear         | Does not appear           | Does not appear           | Does not appear           |
| Mendez                            | Does not appear       | Paul Richards         | Does not appear          | Does not appear       | Does not appear       | Does not appear         | Does not appear           | Does not appear           | Does not appear           |
| Albina                            | Does not appear       | Natalie Trundy        | Does not appear          | Does not appear       | Does not appear       | Does not appear         | Does not appear           | Does not appear           | Does not appear           |
| Ongaro                            | Does not appear       | Don Pedro Colley      | Does not appear          | Does not appear       | Does not appear       | Does not appear         | Does not appear           | Does not appear           | Does not appear           |
| Skipper                           | Does not appear       | Tod Andrews           | Does not appear          | Does not appear       | Does not appear       | Does not appear         | Does not appear           | Does not appear           | Does not appear           |
| dr. Lewis Dixon                   | Does not appear       | Does not appear       | Bradford Dillman         | Does not appear       | Does not appear       | Does not appear         | Does not appear           | Does not appear           | Does not appear           |
| dr. Stephanie „Stevie“ Brantonová | Does not appear       | Does not appear       | Natalie Trundy           | Does not appear       | Does not appear       | Does not appear         | Does not appear           | Does not appear           | Does not appear           |
| dr. Otto Hasslein                 | Does not appear       | Does not appear       | Eric Braeden             | Does not appear       | Does not appear       | Does not appear         | Does not appear           | Does not appear           | Does not appear           |
| Armando                           | Does not appear       | Does not appear       | Ricardo Montalbán        | Ricardo Montalbán     | Does not appear       | Does not appear         | Does not appear           | Does not appear           | Does not appear           |
| guvernér Breck                    | Does not appear       | Does not appear       | Does not appear          | Don Murray            | Does not appear       | Does not appear         | Does not appear           | Does not appear           | Does not appear           |
| MacDonald                         | Does not appear       | Does not appear       | Does not appear          | Hari Rhodes           | Does not appear       | Does not appear         | Does not appear           | Does not appear           | Does not appear           |
| Kolp                              | Does not appear       | Does not appear       | Does not appear          | Severn Darden         | Severn Darden         | Does not appear         | Does not appear           | Does not appear           | Does not appear           |
| MacDonald                         | Does not appear       | Does not appear       | Does not appear          | Does not appear       | Austin Stoker         | Does not appear         | Does not appear           | Does not appear           | Does not appear           |
| Mendez                            | Does not appear       | Does not appear       | Does not appear          | Does not appear       | Paul Stevens          | Does not appear         | Does not appear           | Does not appear           | Does not appear           |
| Jake                              | Does not appear       | Does not appear       | Does not appear          | Does not appear       | Michael Stearns       | Does not appear         | Does not appear           | Does not appear           | Does not appear           |
| Leo Davidson                      | Does not appear       | Does not appear       | Does not appear          | Does not appear       | Does not appear       | Mark Wahlberg           | Does not appear           | Does not appear           | Does not appear           |
| Daena                             | Does not appear       | Does not appear       | Does not appear          | Does not appear       | Does not appear       | Estella Warrenová       | Does not appear           | Does not appear           | Does not appear           |
| Birn                              | Does not appear       | Does not appear       | Does not appear          | Does not appear       | Does not appear       | Luke Eberl              | Does not appear           | Does not appear           | Does not appear           |
| Gunnar                            | Does not appear       | Does not appear       | Does not appear          | Does not appear       | Does not appear       | Evan Parke              | Does not appear           | Does not appear           | Does not appear           |
| Tival                             | Does not appear       | Does not appear       | Does not appear          | Does not appear       | Does not appear       | Erick Avari             | Does not appear           | Does not appear           | Does not appear           |
| Will Rodman                       | Does not appear       | Does not appear       | Does not appear          | Does not appear       | Does not appear       | Does not appear         | James Franco              | James Franco              | Does not appear           |
| Caroline Aranha                   | Does not appear       | Does not appear       | Does not appear          | Does not appear       | Does not appear       | Does not appear         | Freida Pinto              | Does not appear           | Does not appear           |
| John Landon                       | Does not appear       | Does not appear       | Does not appear          | Does not appear       | Does not appear       | Does not appear         | Brian Cox                 | Does not appear           | Does not appear           |
| Steven Jacobs                     | Does not appear       | Does not appear       | Does not appear          | Does not appear       | Does not appear       | Does not appear         | David Oyelowo             | Does not appear           | Does not appear           |
| Charles Rodman                    | Does not appear       | Does not appear       | Does not appear          | Does not appear       | Does not appear       | Does not appear         | John Lithgow              | Does not appear           | Does not appear           |
| Dodge Landon                      | Does not appear       | Does not appear       | Does not appear          | Does not appear       | Does not appear       | Does not appear         | Tom Felton                | Does not appear           | Does not appear           |
| Dreyfus                           | Does not appear       | Does not appear       | Does not appear          | Does not appear       | Does not appear       | Does not appear         | Does not appear           | Gary Oldman               | Does not appear           |
| Malcolm                           | Does not appear       | Does not appear       | Does not appear          | Does not appear       | Does not appear       | Does not appear         | Does not appear           | Jason Clarke              | Does not appear           |
| Ellie                             | Does not appear       | Does not appear       | Does not appear          | Does not appear       | Does not appear       | Does not appear         | Does not appear           | Keri Russellová           | Does not appear           |
| Alexander                         | Does not appear       | Does not appear       | Does not appear          | Does not appear       | Does not appear       | Does not appear         | Does not appear           | Kodi Smit-McPhee          | Does not appear           |
| Carver                            | Does not appear       | Does not appear       | Does not appear          | Does not appear       | Does not appear       | Does not appear         | Does not appear           | Kirk Acevedo              | Does not appear           |
| Werner                            | Does not appear       | Does not appear       | Does not appear          | Does not appear       | Does not appear       | Does not appear         | Does not appear           | Jocko Sims                | Does not appear           |
| McVeigh                           | Does not appear       | Does not appear       | Does not appear          | Does not appear       | Does not appear       | Does not appear         | Does not appear           | Kevin Rankin              | Does not appear           |
| Finney                            | Does not appear       | Does not appear       | Does not appear          | Does not appear       | Does not appear       | Does not appear         | Does not appear           | Keir O'Donnell            | Does not appear           |
| plukovník McCullough              | Does not appear       | Does not appear       | Does not appear          | Does not appear       | Does not appear       | Does not appear         | Does not appear           | Does not appear           | Woody Harrelson           |
| Kazatel                           | Does not appear       | Does not appear       | Does not appear          | Does not appear       | Does not appear       | Does not appear         | Does not appear           | Does not appear           | Gabriel Chavarria         |

Vysvětlivky
1. ↑  Postava nebyla uvedena v závěrečných titulcích.
2. 1 2 3 4  Archivní záběr postavy.